# فدریکو دلبونیس
 فدریکو دلبونیس (انگلیسی: Federico Delbonis؛ زادهٔ ۵ اکتبر ۱۹۹۰) یک تنیس‌باز اهل آرژانتین است. 